# 文化和自然双重遗产
文化和自然双重遗产（Mixed Cultural and Natural Heritage），简称：双重遺產，亦称複合遺產，是同時具備自然遺產與文化遺產兩種條件者。早期複合遺產的登錄名單當中，有先被登錄為自然遺產或文化遺產，之後也被評價為另一種遺產，因而成為複合遺產。例如東格里羅國家公園（紐西蘭）及阿比賽歐河國家公園（秘魯）最開始是被登錄為自然遺產，之後也被登錄為文化遺產，結果就成了複合遺產。
依據世界遺產公約之主旨，複合遺產是指兼具自然與文化之美的代表，迄2000年8月1日，計有23件。首次被登錄為複合遺產的是第3次世界遺產委員會（1979年）中所通過的提卡爾國家公園（瓜地馬拉）。
之後陸續被登錄為複合遺產者有泰山、黄山、峨嵋山與樂山大佛、武夷山（中國）、格雷梅國家公園和卡帕多西亞岩石地點群、希拉波利斯－巴穆卡麗（土耳其）、威蘭德拉湖群區、烏魯魯‧卡達久答國家公園、卡卡度國家公園、塔斯馬尼亞原生國家公園（澳大利亞）、東卡利歐國家公園（紐西蘭）、阿托斯山、美提歐拉（希臘）、庇里牛斯地區的珀度山（法國與西班牙）、伊比薩的生物多樣性與文化（西班牙）、拉普人居住區（瑞典）、奧赫里德地區的自然和文化遺產（馬其頓）、阿哲高原（阿爾及利亞）、邦地亞卡拉峭壁（多貢人聚落）（馬利）、馬丘比丘歷史保護區（秘魯）等。